# Scene (sted)
 For alternative betydninger, se Scene. (Se også artikler, som begynder med Scene)
En scene er en forhøjning eller en på anden måde synliggjort plads, der anvendes til fremførelse af for eksempel teater, musik og dans. Ordet "scene" kommer fra græsk "skene"", der betyder "telt".

## Eksterne links
- Wikimedia Commons har flere filer relateret til Scene (sted)

| Kunst og kultur | Spire Denne artikel om scenekunst og teater er en spire som bør udbygges. Du er velkommen til at hjælpe Wikipedia ved at udvide den. |